# Empoasca neaspersa
Empoasca neaspersa är en insektsart som beskrevs av Paul W. Oman och Wheeler 1938. Empoasca neaspersa ingår i släktet Empoasca och familjen dvärgstritar. Inga underarter finns listade i Catalogue of Life.